# Claus Bertino
Claus Bertino (født 2. juni 1980 i Frederiksberg, Danmark) er en tidligere dansk, professionel bokser i vægtklassen sværvægt.

## Amatørkarriere
Bertino vandt en sølvmedalje under Acropolis Boxing Cup 2001. 
Den 23. udgave af Acropolis Boxing Cup blev afholdt fra den 29. maj til den 3. juni 2002 i Athen, Grækenland. Bertino deltog i vægtklassen supersværvægt (+ 91 kg) og blev besejret af Roberto Cammarelle fra Italien i finalen.

## Professionelle karriere
Bertino blev professionel efter at han vandt sin første kamp i Brøndbyhallen, København, Danmark, efter at han slog Zoltan Komlosi på knockout.

### Titelkamp
Bertino har kun vundet et titelbælte, hvor han deltog for Danmark i vægtklassen sværvægt, i december 2006 i Antvorskovhallen, Slagelse, Danmark.
Bertino vandt første runde med en knock-out sejr over Steffen Nielsen.
I den næste runde tabte han på knock-out til den mexicanske bokser Humberto Evora, hvilket effektivt afsluttede hans karriere.